# 王庄乡 (山阳县)
王庄乡是中国陕西省商洛市山阳县下辖的一个乡。

## 行政区划
王庄乡下辖以下行政区：
槐树庄村、王庄村、花古墓村、祁家坪村